# NBA Sixth Man of the Year Award

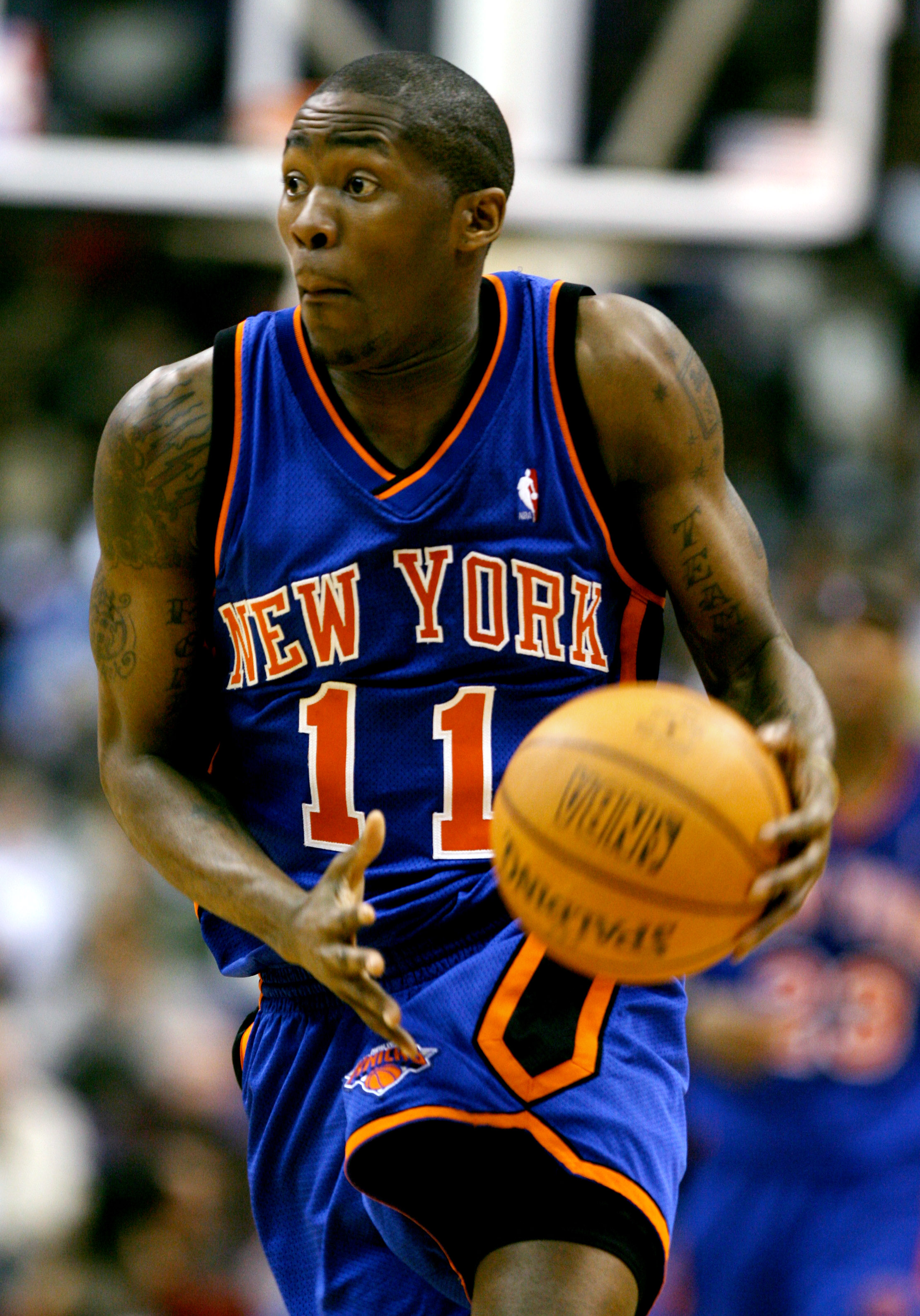
Jamal Crawford – trzykrotny zdobywca nagrody

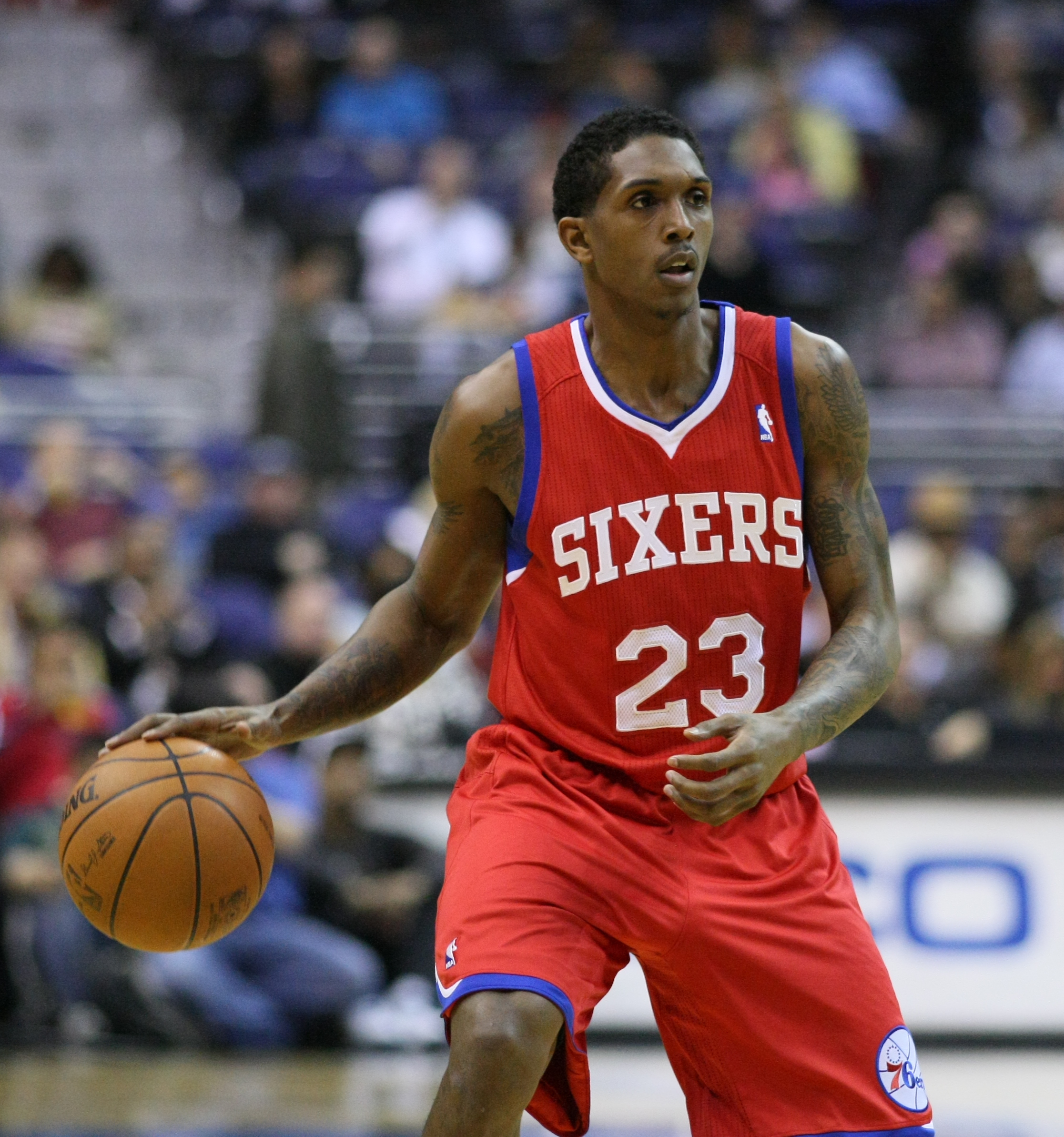
Louis Williams – trzykrotny zdobywca nagrody

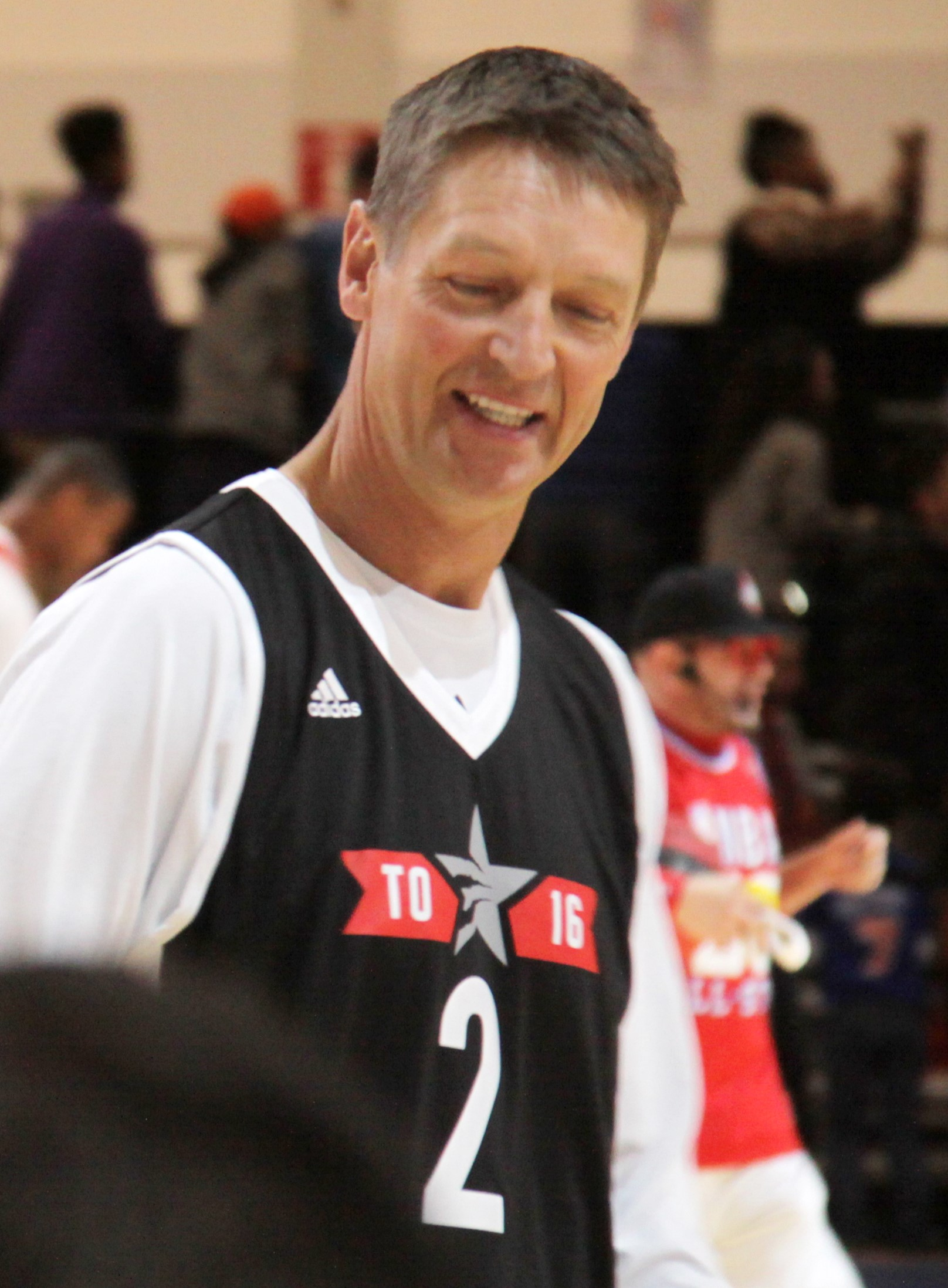
Detlef Schrempf – dwukrotny zdobywca nagrody

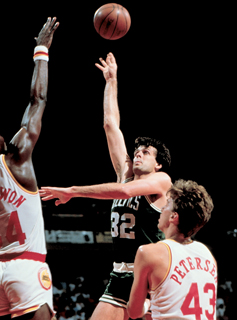
Kevin McHale – dwukrotny zdobywca nagrody

NBA Sixth Man of the Year Award – nagroda przyznawana najlepszemu rezerwowemu zawodnikowi ligi National Basketball Association.
Brani pod uwagę są tylko gracze, którzy zaliczyli w czasie sezonu więcej meczów, które rozpoczynali na ławce rezerwowych niż w pierwszej piątce drużyny.
Ben Gordon jest jedynym zawodnikiem w historii, który zdobył to trofeum jako debiutant.
(cyfra w nawiasie oznacza kolejną nagrodę dla tego samego zawodnika, klubu)
| Sezon     | Zawodnik            | Drużyna                  |
| --------- | ------------------- | ------------------------ |
| 1982/83   | Bobby Jones         | Philadelphia 76ers       |
| 1983/84   | Kevin McHale        | Boston Celtics           |
| 1984/85   | Kevin McHale (2)    | Boston Celtics (2)       |
| 1985/86   | Bill Walton         | Boston Celtics (3)       |
| 1986/87   | Ricky Pierce        | Milwaukee Bucks          |
| 1987/88   | Roy Tarpley         | Dallas Mavericks         |
| 1988/89   | Eddie Johnson       | Phoenix Suns             |
| 1989/90   | Ricky Pierce (2)    | Milwaukee Bucks (2)      |
| 1990/91   | Detlef Schrempf     | Indiana Pacers           |
| 1991/92   | Detlef Schrempf (2) | Indiana Pacers (2)       |
| 1992/93   | Clifford Robinson   | Portland Trail Blazers   |
| 1993/94   | Dell Curry          | Charlotte Hornets        |
| 1994/95   | Anthony Mason       | New York Knicks          |
| 1995/96   | Toni Kukoč          | Chicago Bulls            |
| 1996/97   | John Starks         | New York Knicks (2)      |
| 1997/98   | Danny Manning       | Phoenix Suns (2)         |
| 1998/99   | Darrell Armstrong   | Orlando Magic            |
| 1999/2000 | Rodney Rogers       | Phoenix Suns (3)         |
| 2000/01   | Aaron McKie         | Philadelphia 76ers (2)   |
| 2001/02   | Corliss Williamson  | Detroit Pistons          |
| 2002/03   | Bobby Jackson       | Sacramento Kings         |
| 2003/04   | Antawn Jamison      | Dallas Mavericks (2)     |
| 2004/05   | Ben Gordon          | Chicago Bulls (2)        |
| 2005/06   | Mike Miller         | Memphis Grizzlies        |
| 2006/07   | Leandro Barbosa     | Phoenix Suns (4)         |
| 2007/08   | Manu Ginóbili       | San Antonio Spurs        |
| 2008/09   | Jason Terry         | Dallas Mavericks (3)     |
| 2009/10   | Jamal Crawford      | Atlanta Hawks            |
| 2010/11   | Lamar Odom          | Los Angeles Lakers       |
| 2011/12   | James Harden        | Oklahoma City Thunder    |
| 2012/13   | J.R. Smith          | New York Knicks (3)      |
| 2013/14   | Jamal Crawford (2)  | Los Angeles Clippers     |
| 2014/15   | Lou Williams        | Toronto Raptors          |
| 2015/16   | Jamal Crawford (3)  | Los Angeles Clippers (2) |
| 2016/17   | Eric Gordon         | Houston Rockets          |
| 2017/18   | Lou Williams (2)    | Los Angeles Clippers (3) |
| 2018/19   | Lou Williams (3)    | Los Angeles Clippers (4) |
| 2019/20   | Montrezl Harrell    | Los Angeles Clippers (5) |
| 2020/21   | Jordan Clarkson     | Utah Jazz                |
| 2021/22   | Tyler Herro         | Miami Heat               |
| 2022/23   | Malcolm Brogdon     | Boston Celtics (4)       |
| 2023/24   | Naz Reid            | Minnesota Timberwolves   |